# Gerhard Schurz
Gerhard Schurz (* 21. Januar 1956 in Graz) ist ein österreichischer Philosoph.

## Leben
Schurz ist ein Sohn von Grete und Josef Schurz. Er studierte Chemie und Physik sowie Philosophie und Soziologie an der Universität Graz. Sein Chemie/Physik-Studium schloss er 1980 mit dem Magister rer. nat und sein Philosophie/Soziologie-Studium 1983 mit dem Doktor phil. ab. Das Thema seiner Dissertation war Wissenschaftliche Erklärung. Bis zu seiner Habilitationsschrift in Philosophie zum Thema Relevant Deduction in Science and Ethics im Jahr 1989 war er Universitätsassistent am philosophischen Institut der Universität Salzburg. Er blieb bis Anfang 2000 an diesem Institut als Assistenzprofessor und außerordentlicher Universitätsprofessor. Zwischenzeitlich war er Gastprofessor an der University of California, Irvine (Kalifornien) (1989–1990 und 1996), an der Yale University (1999), und 2000–2001 Professor für Wissenschaftsphilosophie an der Universität Erfurt. 2002–2022 war er Lehrstuhlinhaber für Theoretische Philosophie an der Heinrich-Heine-Universität Düsseldorf und ist seit 2022 Seniorprofessor an diesem Institut. Seit 2011 ist er Direktor des Düsseldorf Center for Logic and Philosophy of Science (DCLPS) und war 2016–2022 Präsident der Gesellschaft für Wissenschaftsphilosophie. Im Jahr 2019 wurde Gerhard Schurz als Mitglied in die Nationale Akademie der Wissenschaften Leopoldina (Sektion Wissenschaftstheorie) und in die Académie Internationale de Philosophie des Sciences (AIPS) aufgenommen.
Zu den Nachwuchswissenschaftlern, die bei Gerhard Schurz promovierten, gehören Helmut Prendiger (Universität Tokio), Hannes Leitgeb (LMU München), Franz Huber (Univ. of Toronto), Markus Werning (Univ. Bochum), Eckhart Arnold (Bayerische Akademie der Wissenschaften), Matthias Unterhuber (Univ. Bochum), Alexander Gebharter (Marche Polytechnic University, Italien), Paul Thorn (HHU), Christian Feldbacher-Escamilla (Univ. Köln), Corina Strößner (Univ. Bochum), Alexander Christian (HHU), Karim Baraghith (Univ. Hannover), David Hommen (HHU).
Schurz ist aktives Mitglied zahlreicher wissenschaftlicher Vereinigungen und Editorial Board Member mehrerer internationaler Zeitschriften, u. a. Erkenntnis (seit 1999), Grazer Philosophische Studien (seit 1999), Synthese (1999–2008, 2013–), Studia Logica (1998–2003), Journal for General Philosophy of Science (seit 2010), Episteme (seit 2010).

## Forschung
1998 rief Gerhard Schurz den Spezialforschungsbereich „Theorien- und Paradigmenpluralismus in den Wissenschaften“ an der Universität Salzburg ins Leben, den er bis 2000 leitete. Die von Gerhard Schurz geleiteten Forschungsprojekte und Forschungsgruppen umfassen:
- 2005–2011: DFG-Projekte “Neuroframes”[4] und “Frame-Theoretic Investigation of Scientific Theories”[5] der DFG-Forschungsgruppe „Funktionalbegriffe und Frames“ an der Universität Düsseldorf.
- 2008–2011: DFG-Projekt “Probability-Logic”[6] des EuroCores LogiCCC Projektes 'The Logic of Causal and Probabilistic Reasoning in Uncertain Environments'.
- 2010–2016: DFG-Projekt „Kausalität und Erklärung“[7] der DFG-Forschungsgruppe FOR 106.
- 2011–2015: DFG-Projekt “Frame-Theoretical Investigation of Unification and Reduction”[8] des DFG-finanzierten Sonderforschungsbereichs 991 an der Universität Düsseldorf.
- 2011–2018: DFG-Projekt “The Role of Meta-Induction in Human Reasoning”[9] im Rahmen des DFG-Schwerpunktprogrammes SPP 1516.
- 2016–2019: DFG-Projekte „Logic and Ontology of the Cognitive Representation of Theories“[10] und „Frame Representation of Prototype Concepts and Prototype-based Reasoning“[11] des DFG-finanzierten Sonderforschungsbereichs 991 an der Universität Düsseldorf.
- Seit 2017: DFG-Projekte „Creative Abductive Inference and Its Role for Inductive Metaphysics“[12] und „Statistical Causation, Intervention, and Freedom“[13] der DFG-Forschungsgruppe FOR 2495 „Inductive Metaphysics“. Seit 2020 ist Schurz Sprecher dieser Forschungsgruppe.[14]
- Seit 2020: DFG-Projekt  „Parameterised Frames and Conceptual Spaces“.[15]

Schurz Forschungen beschäftigen sich vor allem auf den Gebieten der theoretischen Philosophie; aus der Beschäftigung mit David Hume haben sich darüber hinaus Beiträge zur Metaethik ergeben.

### Logisches Schließen
Gerhard Schurz hat Systeme des relevanten logischen Schließens entwickelt, in denen versucht wird, Paradoxien der formal-analytischen Philosophie einer Lösung zuzuführen. In anderen Arbeiten beweist er (u. a.) die Nichtaxiomatisierbarkeit maximal genereller prädikatenlogischer Wahrheiten, die Vollständigkeit multimodaler Logiksysteme, sowie die Vollständigkeit und Effizienz von Systemen der Wahrscheinlichkeitslogik. Hinzu kommen Untersuchungen zur Unvereinbarkeit qualitativer und quantitativer Wissensrepräsentationen sowie experimentelle Forschungen zum menschlichen Schließen.

### Wissenschaftsphilosophie und Erkenntnistheorie
In seinen Arbeiten zur Optimalität der Meta-Induktion bemüht sich Gerhard Schurz, zur Lösung des Humeschen Induktionsproblems beizutragen. Ähnlich gelagert sind seine Ansätze zur Rechtfertigung abduktiven Schließens. und seine Theorie der Optimalitätsrechtfertigung als neuartige Lösung für das Problem des erkenntnistheoretischen Skeptizismus. In seinen Schriften zu wissenschaftlichen Erklärungen arbeitet Gerhard Schurz die vereinheitlichende Funktion von Erklärungen heraus. Seine Analyse von „weichen“ (ausnahmebehafteten) Gesetzen der Wissenschaften lebender Systeme gründet sich auf seinen Arbeiten zu einer verallgemeinerten Evolutionstheorie. Zur Bedeutung und Zukunft der Wissenschaftsphilosophie nahm Schurz in Interviews Stellung.

### Verallgemeinerte Evolutionstheorie
Schurz versucht zu zeigen, dass man die Darwinschen Module der Evolution (Variation, Reproduktion und Selektion) von ihrer biologischen Verankerung ablösen und auf nichtbiologische Evolutionsprozesse, wie z. B. die Evolution von Kultur, übertragen kann.

### Metaethik
Humes These, der zufolge mit Mitteln der Logik weder Normen aus (nichtnormativen) Fakten, noch Fakten aus Normen erschlossen werden können, wird in Schurz’ Monographie umfassend bestätigt. Schurz unternimmt auch, aufzuzeigen, welche (nicht-logischen) Sein-Sollens-Brücken angenommen werden müssen, um Seins-Sollens-Schlüsse zu ermöglichen.

## Lehre
Die Lehrgebiete von Gerhard Schurz umfassen, neben einschlägigen Veranstaltungen zu seinen Forschungsgebieten, eine Reihe weiterer Themen, wie z. B. Veranstaltungen zur Rolle von Werten in den Wissenschaften, zur Weltanschauungsanalyse und Ideologiekritik, zu Philosophie und Literatur (z. B. Robert Musil), zu Philosophie und Psychologie, zur kulturellen Evolution oder zur Frage des „Konfliktes der Kulturen“. In diesem Zusammenhang hat Schurz in öffentlichen Diskursen Stellung genommen.

## Auswahlbibliografie
Bücher:
- Wissenschaftliche Erklärung. Ansätze zu einer logisch-pragmatischen Wissenschaftstheorie. dbv-Verlag für die TU Graz, Graz 1983.
- The Is-Ought Problem. An Investigation in Philosophical Logic (Trends in Logic Vol 1, Studia Logica Library). Kluwer, Dordrecht 1997.
- Einführung in die Wissenschaftstheorie. Wissenschaftliche Buchgesellschaft, Darmstadt 2006 (4. Aufl. 2014)
- Evolution in Natur und Kultur. Eine Einführung in die verallgemeinerte Evolutionstheorie. Spektrum Akademischer Verlag, Heidelberg 2011.
- Philosophy of Science: A Unified Approach. Routledge, New York 2014.
- Wahrscheinlichkeit. De Gruyter, Berlin/Boston 2015.
- Logik. De Gruyter, Berlin/Boston 2018 (2. korrigierte und erweiterte Auflage 2020).
- Hume's Problem Solved: The Optimality of Meta-Induction. MIT Press, Cambridge/MA 2019.
- Erkenntnistheorie. Eine Einführung. J.B. Metzler Lehrbuch, Berlin 2021.
- Optimality Justifications. New Foundations for Epistemology. Oxford University Press, Oxford und New York 2024.

Herausgeberschaften:
- Erklären und Verstehen in der Wissenschaft (Mit B.v. Fraassen, P. Gärdenfors, R. Tuomela, M. Friedman, P. Kitcher und K. Lambert). Oldenbourg, Scientia Nova, München 1988, 2. Auflage 1990.
- (mit P. Weingartner) Law and Prediction in the Light of Chaos Research. Lecture Notes in Physics. Springer, Berlin 1996.
- (mit P. Weingartner) Koexistenz rivalisierender Paradigmen. Eine post-kuhnsche Bestandsaufnahme zur Struktur gegenwärtiger Wissenschaft. Westdeutscher Verlag, Opladen/Wiesbaden 1998.
- (mit P. Weingartner und G. Dorn) The Role of Pragmatics in Contemporary Philosophy. Hölder-Pichler-Tempsky, Vienna 1998.
- (mit Hannes Leitgeb) Non-monotonic and Uncertain Reasoning in the Focus of Paradigms of Cognition. In: Synthese,  146/1–2, 2005 (guest-edited volume).
- (mit Markus Werning und Eduard Machery) The Compositionality of Meaning and Content. Ontos, Frankfurt et al. 2005.
- (mit Markus Werning) Reliable Knowledge and Social Epistemology. Papers on the Philosophy of Alvin Goldman and Replies by Goldman. Rodopi, Amsterdam 2009.
- (mit Ioannis Votsis) Scientific Realism Quo Vadis? In: Synthese, 180/2, 2011 (guest-edited volume).
- (mit Theo Kuipers) Belief Revision Aiming at Truth Approximation. In: Erkenntnis, 75, 2011 (guest-edited volume).
- (mit Ioannis Votsis und Ludwig Fahrbach) Novel Predictions In: Studies in History and Philosophy of Science, 45/1, 2014 (guest-edited volume).
- Buchreihe Philosophische Grundlagen der Wissenschaften und ihrer Anwendungen[38] beim Peter Lang Verlag.
- (mit Martin Carrier) „Werte in den Wissenschaften. Neue Ansätze zum Werturteilsstreit“. Suhrkamp stw 2062, Frankfurt/Main 2013.
- (mit Stephan Kornmesser)  „Die multiparadigmatische Struktur der Wissenschaften“. Springer VS, Wiesbaden 2014.
- (zusammen mit J.-W. Romeijn, M. Massimi): „EPSA15 Selected Papers. The 5th Conference of the European Philosophy of Science Association in Düsseldorf“. Springer, Cham 2017.
- (zusammen mit C.J. Feldbacher-Escamilla, A. Gebharter)  „Selected Papers of the Triennial Conference of the German Society for Philosophy of Science GWP.2016“. In: Journal for General Philosophy of Science 48/3, 2017 (special issue).

Ca. 270 wissenschaftliche Aufsätze in internationalen Zeitschriften und Sammelwerken (Auswahl s. Einzelnachweise).